# Elisabeth Burr
Elisabeth Burr (* 1. Januar 1952 in Heidenheim) ist eine deutsche Romanistin.

## Leben
Elisabeth Burr studierte von 1971 bis 1980 Romanistik, Anglistik und Germanistik an der Universität Tübingen. Von 1973 bis 1974 widmete sie sich dabei an der Université de Picardie der französischen, spanischen sowie englischen Sprache und Literatur. Anschließend studierte sie für ein Jahr an der University of Leeds und beschäftigte sich neben der spanischen und englischen auch mit der italienischen Literatur und Sprache.
1991 promovierte Burr an der Universität Duisburg. Ihre Habilitation im Bereich Romanistik/Sprachwissenschaft folgte sechs Jahre später, bevor sie 2004 an der Universität Bremen umhabilitiert wurde („Romanische Philologie (Sprachwissenschaft)“).
Von 2005 bis 2019 hatte Burr an der Universität Leipzig die Professur für französische, frankophone und italienische Sprachwissenschaft inne.

## Werk
In ihrer Forschung setzt sich Burr schwerpunktmäßig mit korpus- und soziolinguistischen Fragestellungen, insbesondere der Varietätenlinguistik, sowie den Digital Humanities als Forschungsparadigma auseinander. In ihrer Dissertation Verb und Varietät: Ein Beitrag zur Bestimmung der sprachlichen Variation am Beispiel der italienischen Zeitungssprache untersuchte sie beispielsweise mittels statistischer Methoden die Realisierungen des italienischen Verbalsystems, um sprachliche Varietäten zu identifizieren. Sie legt dabei ein selbsterstelltes, computerlesbares Korpus von Tageszeitungen zugrunde und analysiert Variationen innerhalb der Textarten, thematischen Sparten, Darstellungsarten sowie der vier erfassten Zeitungen selbst.
Darüber hinaus engagiert sich Burr in zahlreichen nationalen und internationalen Verbänden. Sie ist seit 2016 Präsidentin der „European Association for Digital Humanities (EADH)“ sowie Vorstandsmitglied der „Alliance of Digital Humanities Organizations (ADHO)“ und – seit 2012 – von „Digital Humanities im deutschsprachigen Raum (DHd)“. In der Gesellschaft für Angewandte Linguistik (GAL) leitete sie bis 2014 die Sektion Soziolinguistik, nachdem sie von 2000 bis 2002 Sektionsleiterin für den Bereich Computerlinguistik war. Von 1996 bis 2002 war sie zudem tätig als Mitglied des Vorstands der „Società Internazionale di Linguistica e Filologia Italiana (SILFI)“, davon zwei Jahre als Präsidentin.
Burr ist außerdem Organisatorin der 2009 erstmals und seitdem jährlich an der Universität Leipzig ausgerichteten „Culture & Technology European Summer University in Digital Humanities“, die als Teil des „International Digital Humanities Training Network“ (Nachwuchs-)Wissenschaftler und Wissenschaftlerinnen mehrerer Länder zusammenführt, um interdisziplinär Wissen und Erfahrungen zum Einsatz informationstechnischer Methoden in den Geisteswissenschaften zu vermitteln und auszutauschen.

## Veröffentlichungen (Auswahl)
- 1993: Verb und Varietät: Ein Beitrag zur Bestimmung der sprachlichen Variation am Beispiel der italienischen Zeitungssprache (= Romanische Texte und Studien. Band 5). Olms, Hildesheim 1993, ISBN 3-487-09762-1.
- 2008: als Herausgeberin zusammen mit Sabine Bastian: Mehrsprachigkeit in frankophonen Räumen / Multilinguisme dans les espaces francophones (= Sprache – Kultur – Gesellschaft. Band 1). Meidenbauer, München 2008, ISBN 978-3-89975-109-3.
- 2011: als Herausgeberin zusammen mit Sabine Bastian und Thierry Bulot: Sociolinguistique urbaine – Identités et mise en mots (= Sprache – Kultur – Gesellschaft. Band 6). Meidenbauer, München 2011, ISBN 978-3-89975-231-1 (französisch).
- 2011: als Herausgeberin: Tradizione & Innovazione. Integrando il digitale, l'analogico, il filologico, lo storico e il sociale. Atti del VI Convegno Internazionale della SILFI, Duisburg 28.06.-02.07.2000 (= Quaderni della Rassegna. Band 69). Cesati, Firenze 2011, ISBN 978-88-7667-421-1 (italienisch).
- 2014: als Herausgeberin mit Sabine Bastian und Julia Burkhardt, Elisabeth Burr: Langue et identité dans l’espace digital. Peter Lang, Frankfurt 2014, ISBN 978-3-631-65403-3 (französisch).
- 2016: als Herausgeberin: Modellierung – Vernetzung – Visualisierung: Die Digital Humanities als fächerübergreifendes Forschungsparadigma. Konferenzabstracts DHd 2016, Universität Leipzig 07.–12. März. Nisaba, Duisburg 2016, ISBN 978-3-941379-05-3.